# اریک موسامبانی
اریک موسامبانی (انگلیسی: Eric Moussambani؛ زادهٔ ۳۱ مهٔ ۱۹۷۸) شناگر اهل گینه استوایی است.
وی در شنای ۱۰۰ متر آزاد بازی‌های المپیک تابستانی ۲۰۰۰ شرکت کرده است.